# Copăcioasa, Mehedinți
Copăcioasa este un sat în comuna Florești din județul Mehedinți, Oltenia, România.